# نصب ألكسندر الثاني
نصب ألكسندر الثاني التذكاري (بالروسية: Памятник Карлу Марксу) هو نصب تذكاري تم تشييده عام 1890 في ميدان سوبورنايا في مدينة روستوف على الدون. مُصمّم النصب هو النحات ميخائيل ميكيشن (М. О. Микешин). تم تفكيك النصب في عام 1924.

## تاريخ
ظهرت فكرة وضع نصب تذكاري للإمبراطور ألكسندر الثاني في روستوف بعد وقت قصير من مقتله. تم اعتماد قرار تثبيت النصب رسميًا في 15 مارس 1881 في اجتماع طارئ لمجلس مدينة دوما.
تم اقتراح خيارين كمكان لتثبيت النصب التذكاري: ميدان سوبورنايا بالقرب من كنيسة ميلاد السيدة العذراء وشارع بولشايا سادوفايا عند مدخل حديقة المدينة. في الأخير تم اختيار ميدان سوبورنايا.
شارك في بناء النصب التذكاري رئيس بلدية روستوف أندريه ماتيفيتش بايكوف. تفاوض مع النحات ونظم جمع التبرعات للنصب التذكاري (كُلفة البناء 70 ألف روبل). أقيم حفل افتتاح النصب التذكاري في 17 أبريل 1890.
بعد وصول السلطة السوفيتية، تم تفكيك النصب بتاريخ 27 مارس 1924.
بعد البيريسترويكا، تحدث العديد من مواطني روستوف حول مسألة استعادة النصب التذكاري لألكسندر الثاني في نفس المكان. وبمبادرة من إدارة روستوف في عام 1999، أقيم نصب تذكاري للقديس ديميتري روستوف في نفس المكان.